# آنتونی ترافورد، بارون ترافورد
آنتونی ترافورد، بارون ترافورد (انگلیسی: Anthony Trafford, Baron Trafford; ۲۰ ژوئیهٔ ۱۹۳۲ – ۱۶ سپتامبر ۱۹۸۹) سیاست‌مدار اهل بریتانیا بود.
وی همچنین برندهٔ جوایزی همچون شوالیه و برنامه فولبرایت شده‌است.

## تحصیلات
او از دانش‌آموختگان دانشگاه جانز هاپکینز است.